# Phaulomyces mediterraneus
Phaulomyces mediterraneus är en svampart som beskrevs av Santam. & W. Rossi 1999. Phaulomyces mediterraneus ingår i släktet Phaulomyces och familjen Laboulbeniaceae.   Inga underarter finns listade i Catalogue of Life.